# Château de Boro
Le château de Boro est situé sur la commune de Saint-Vincent-sur-Oust dans le département du Morbihan. Le château se trouve sur une butte surplombant marais et bois au bord de l'Oust, rivière séparant les départements de l'Ille-et-Vilaine et du Morbihan.

## Toponymie
Boro s'écrivait jadis « Borro » et « Bouro » et serait le composé de deux noms bretons : Bod qui signifie habitation et roc'h rocher fortifié. Le nom de « Boro » apparaît pour la première fois au XIVe siècle.

## Historique
Boro est une ancienne châtellenie. Elle provenait d’un démembrement des terres du sire de Molac et relevait directement du duc de Bretagne puis du roi de France,. Elle avait droit de haute, basse et moyenne justice.
Le site de Boro a été occupé depuis l'Antiquité, servant comme d'autres lieux de la région de point de défense le long de l'Oust. Cette ligne de défense existait au VIe siècle ; elle avait été édifiée par le comte Waroc pour se défendre des Francs.
Le château actuel est bâti à l'emplacement d'un ancien édifice dont l'existence est attestée aux XIIIe et XIVe siècles. En 1390, Boro était possédé par Geoffroy Garin. La famille Garin possédait de nombreux biens dans la seigneurie de Rieux, dont elle était l'une des familles les plus puissantes. Boro a ensuite été possédé par les Davy, Rio, Launay, Castellan, Pioger et Le Bastart de Villeneuve. Le domaine est resté dans la même famille depuis 1677. 
En 1815, au moment des Cent-Jours, le château est investi et pillé par les Redonnais bonapartistes en représailles d'une tentative de prise de force de la ville de Redon par les royalistes locaux. 
Un réseau d'accueil (réseau F2 dont étaient membres notamment le docteur Queinnec, Gaston Sébilleau et Pierre Régent) d'aviateurs alliés, dépendant du  SOE britannique, y a fonctionné (avec le soutien de Pierre de Villeneuve, alors propriétaire du château), les aviateurs étant ensuite acheminés vers des plages des Côtes-du-Nord ou du Finistère afin qu'ils traversent clandestinement la Manche. 
Du 9 au 12 juin 1944, 27 miliciens Waffen SS et membres de la Bezen Perrot investissent le château. Certains de ses occupants sont torturés puis déportés. Six résistants furent fusillés dans un bois proche, le Bois de la Grée du Houssac,. Le réseau de résistance, formé de résistants de Saint-Vincent-sur-Oust, Rieux, Béganne, Saint-Jean-la-Poterie et Caden fut démantelé.  

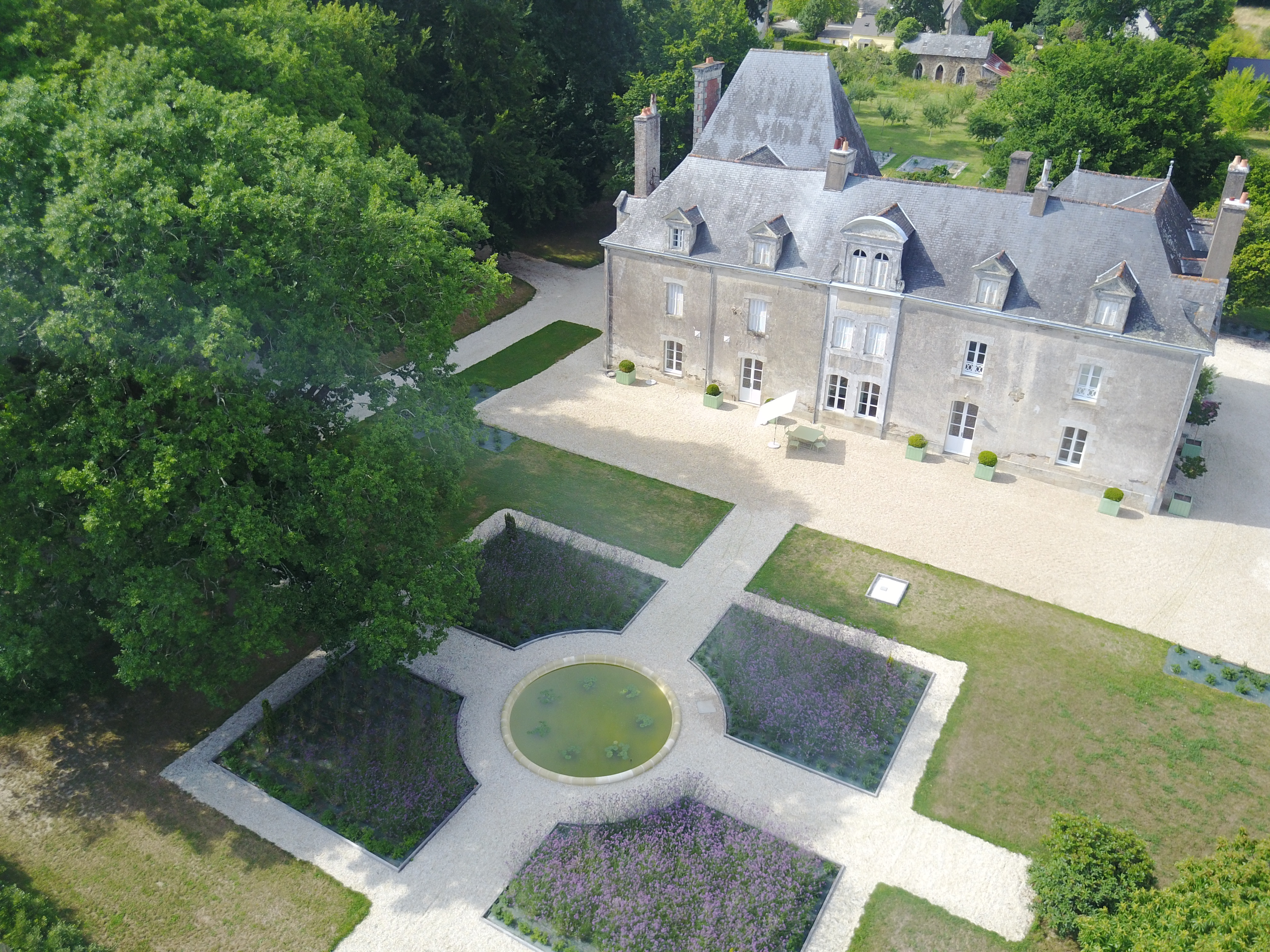
Façade sud
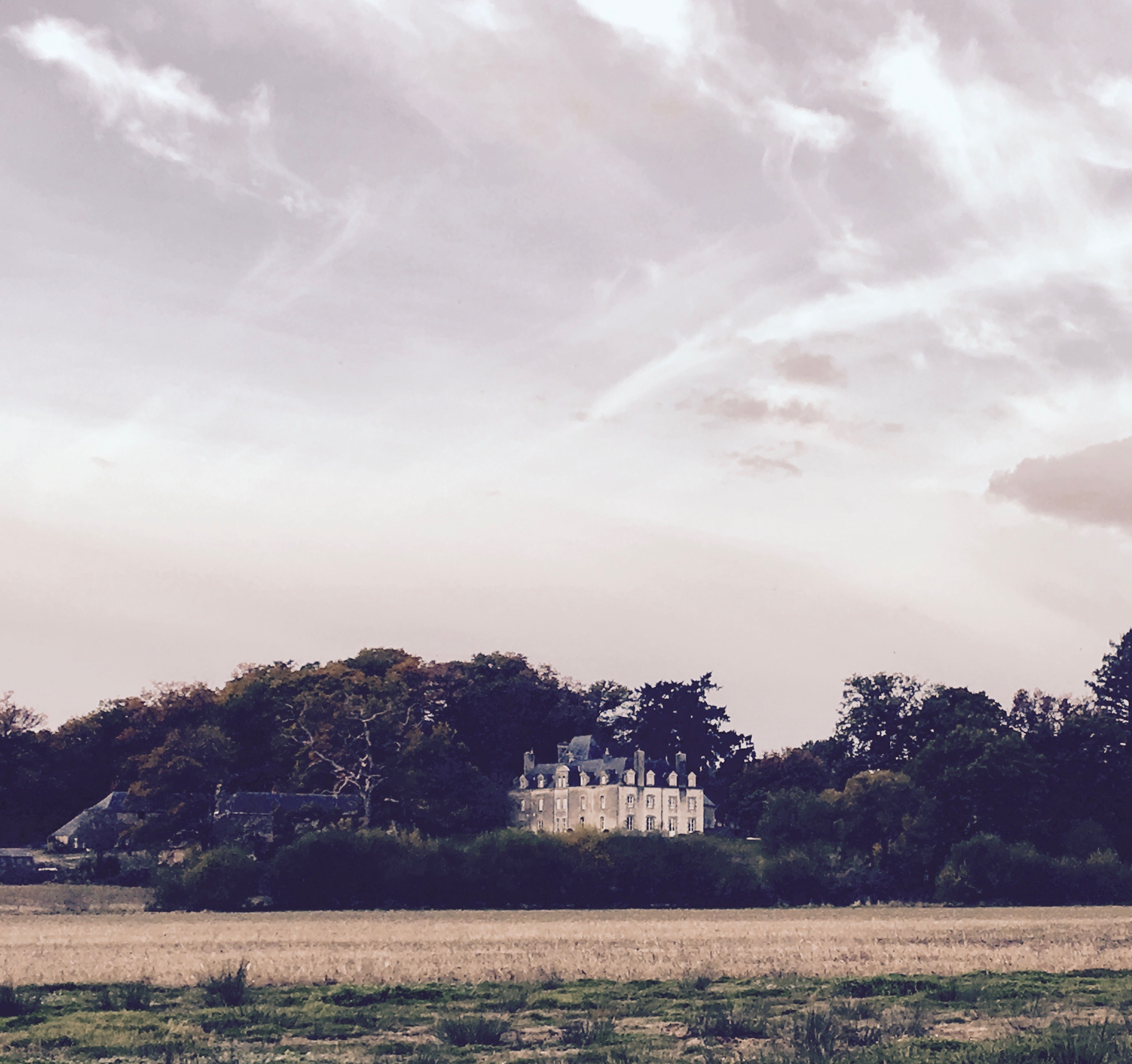
Le château vu du marais.
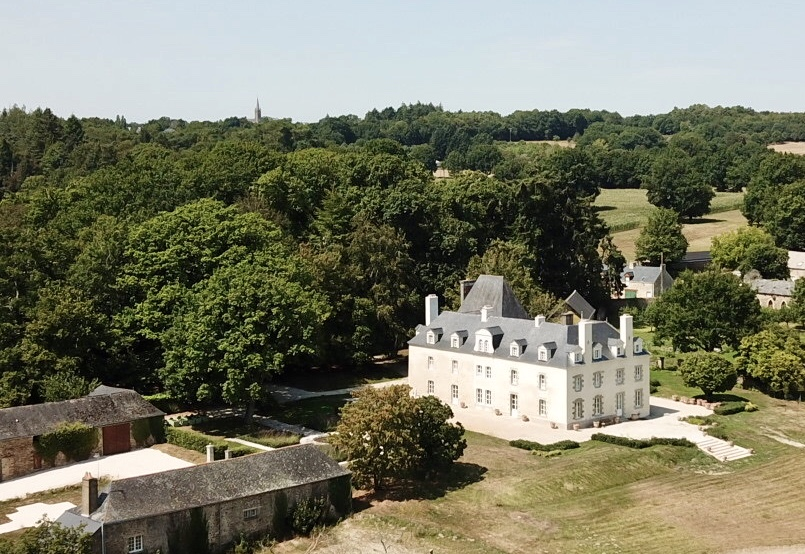
Le château vu du sud-ouest.
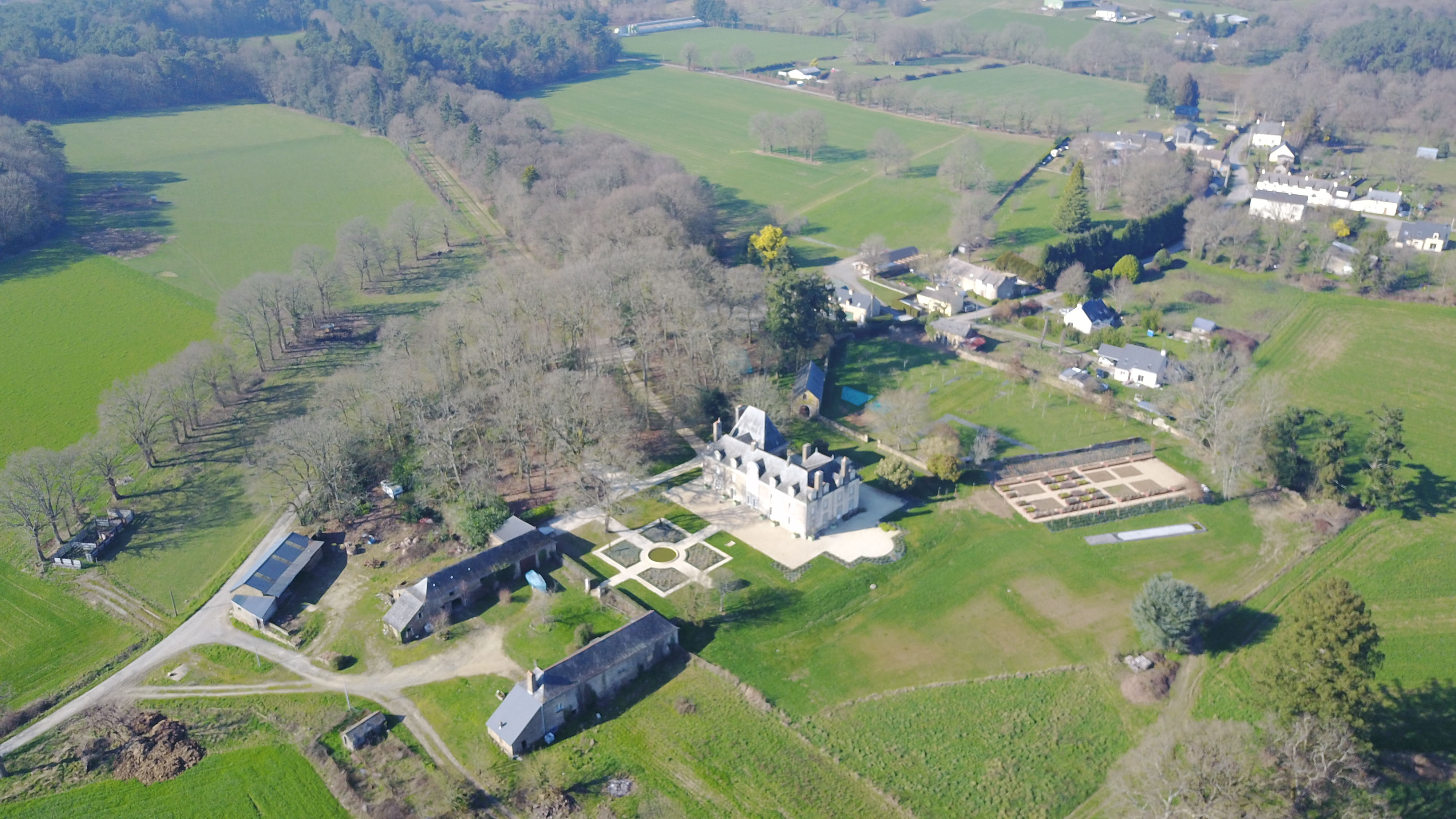
Vue aérienne.
Blasons des propriétaires de Boro.

## Architecture
Le bâtiment actuel date du début du XVIIIe siècle. Deux pavillons ont été ajoutés en 1840 puis 1890. Un oratoire a été aménagé dans le château en 1855. L’ensemble comprend outre le bâtiment principal, deux corps de communs, une ancienne métairie, un bûcher et une ancienne chapelle autrefois dédiée à saint Guillaume.